# برج طريق الملك
برج طريق الملك (المعروف أيضا ببرج الشاشة) هو برج ضخم مكون من 37 طابقا يقع في طريق الملك عبد العزيز بمدينة جدة، المملكة العربية السعودية. يعتبر من معالم المدينة لاحتوائه على أضخم شاشة إعلانات ال أي دي في العالم.
تم تشييد البرج على أرض تبلغ مساحتها الإجمالية 10,000م2، منها واجهة يصل طولها أكثر من 170م مطلة على طريق الملك مباشرة. ويضم البرج 37 طابقاً، وتتنوع فيه الأنشطة المختلفة ما بين المكاتب الإدارية والمعارض التجارية ومطعمين فاخرين ونادٍ صحي، بالإضافة إلى العديد من الخدمات الأخرى.

## التصميم والبناء
تم تصميم برج طريق الملك بواسطة شركة سقيفة الصفا. بدأ بناء البرج في عام 2007 واكتمل في عام 2011. يتميز بتصميم فريد يعرض شكلًا ملتويًا بزاوية 45 درجة يزيد من تعرض المبنى للضوء الطبيعي ويوفر إطلالات بانورامية على المدينة والبحر الأحمر.
يتكون البرج من 37 طابقا تمتد على ارتفاع 170 م (558 قدم). تم بناء مهبط للطائرات في أعلى البرج.

## معرض الصور

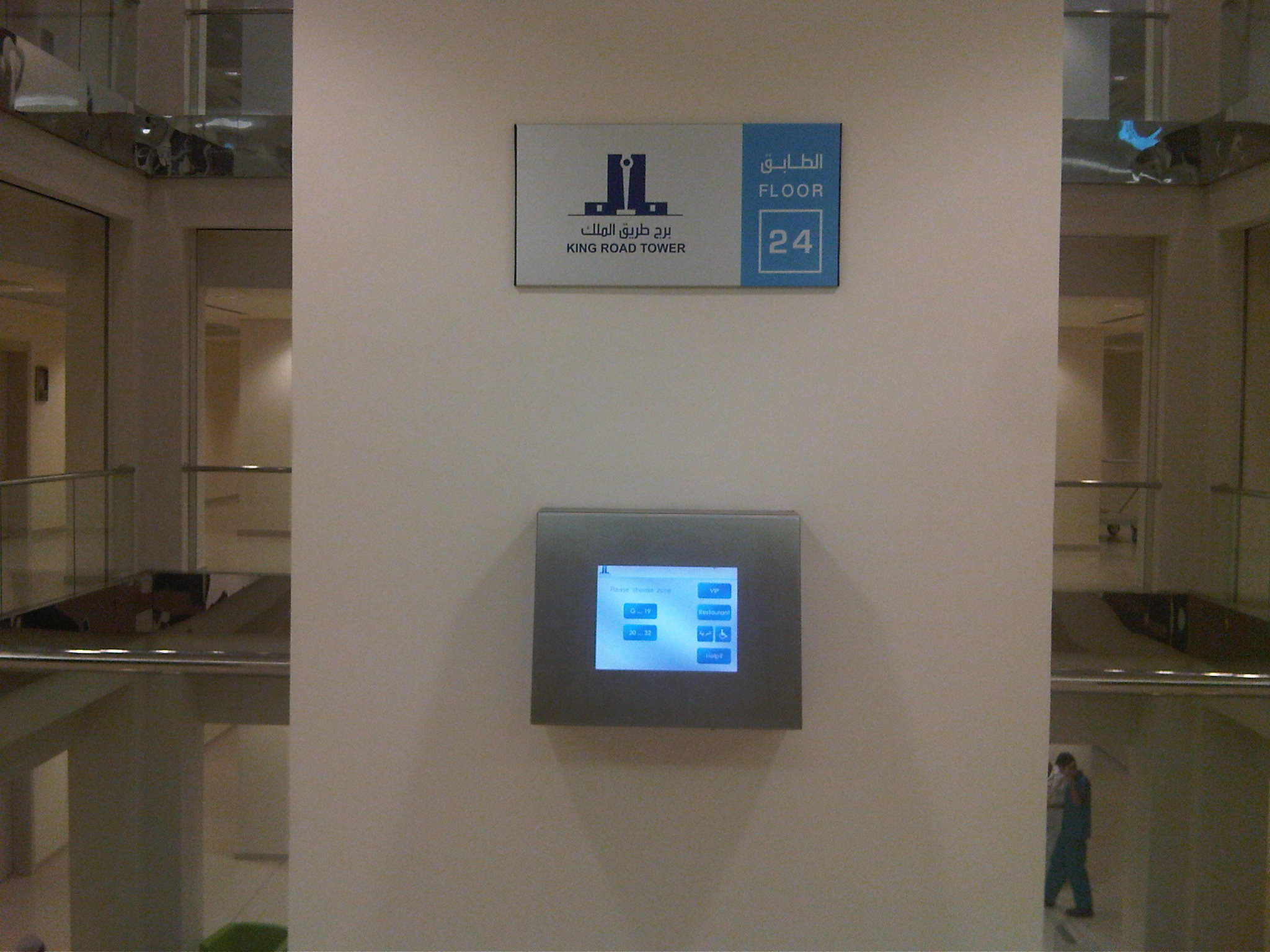
نظام المصاعد الذكية، باستخدام شاشة لمس يتم اختيار الطابق ثم توجيه الزائر إلى المصعد المتاح.
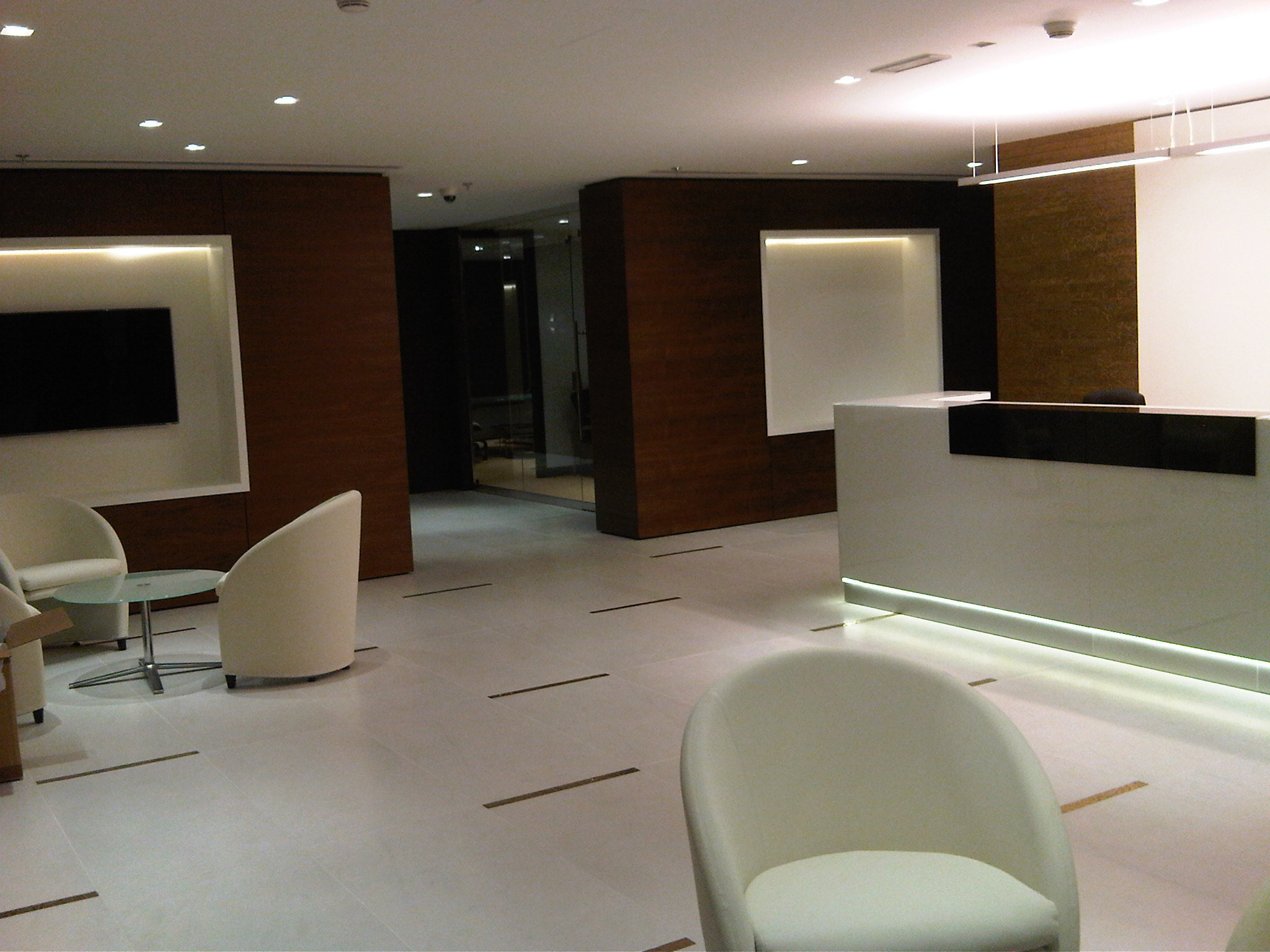
أحد المكاتب في المبنى.
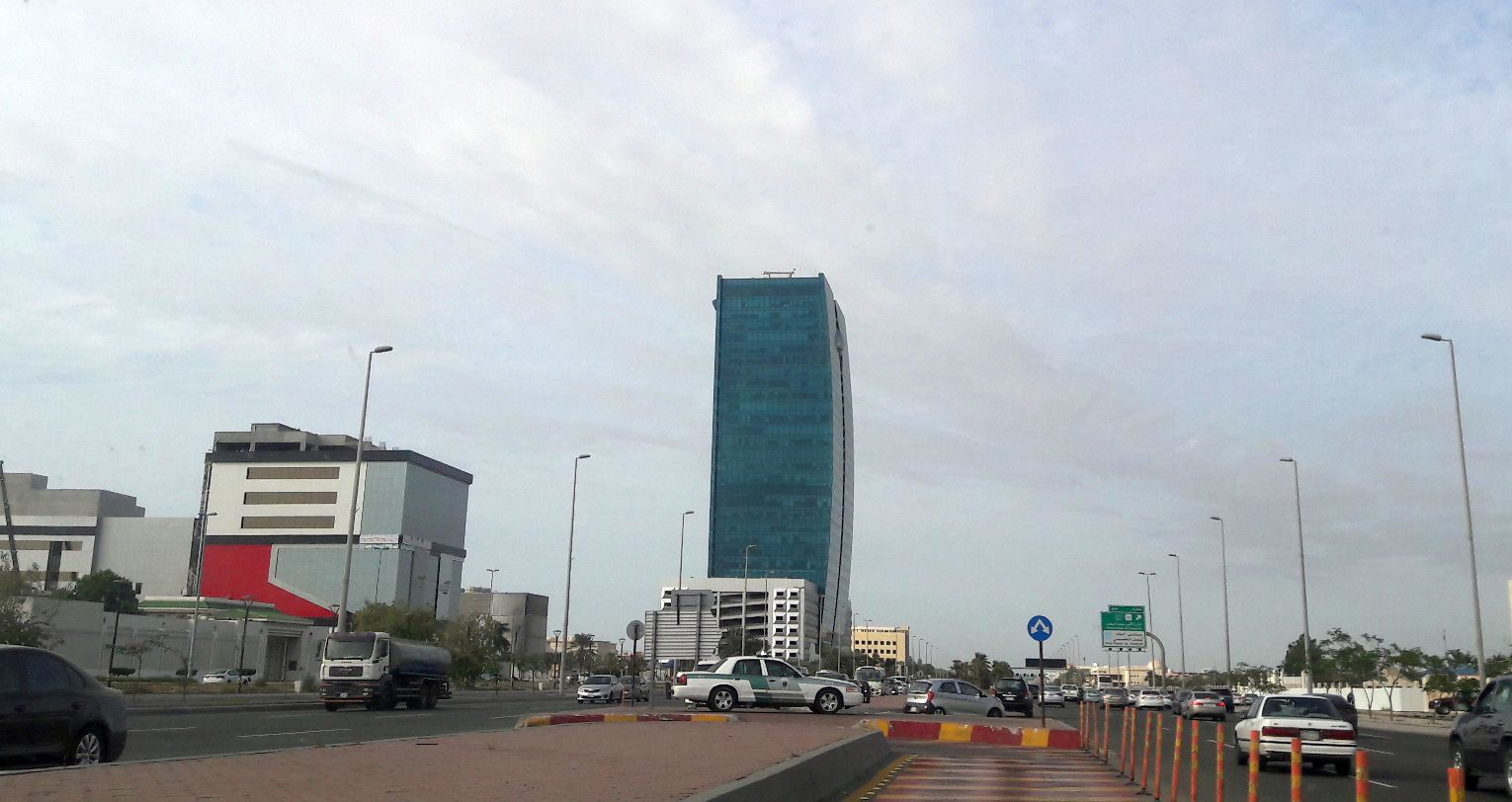
صورة خارجية للبرج

## أنظر أيضا
- برج ذا هيدكوارترز بزنس بارك
- برج الجوهرة